# Artabanos I.

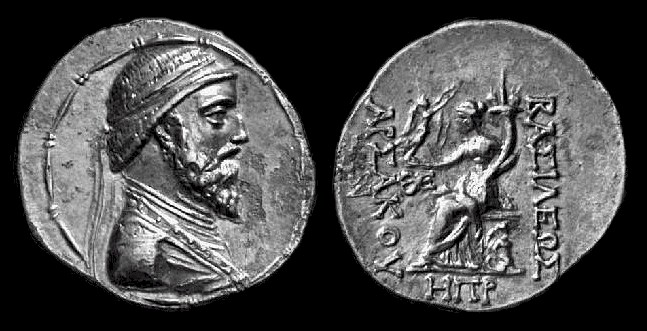
Mince Artabana I. z roku 188 seleukovské éry (125/124 př. n. l.)

Artabanos I. (parthsky Ardaván či Artapána, řecky Αρτάβανος) byl parthský velkokrál z rodu Arsakovců panující v letech 128–124/123 př. n. l. Jeho otcem byl král Friapatios, bratry králové Fraatés I. a Mithradatés I. Ve starší literatuře je Artabanos někdy označován jako Artabanos II., protože část badatelů počítá za Artabana I. krále Arsaka II.

## Vláda
Artabanos se ujal vlády v době, kdy parthská říše sváděla těžké boje s kočovníky na východě a utrpěla při nich vážné porážky (smrt krále Fraata II.). Zdá se, že nový panovník musel platit útočníkům, mezi nimiž dominovali Sakové, tribut, ale další vývoj dokládá, že Parthové neměli situaci ani poté pod kontrolou. Jedna část Saků pronikla dokonce až do severní Mezopotámie, většina pak obsadila Drangianu u dnešních hranic s Afghánistánem, která podle nich získala nové jméno Sakastán (dnes Sístán).
Na západě začal Parthy ohrožovat nově zformovaný stát Charakéné na jihu Mezopotámie, kde se zmocnil vlády jistý Hyspaosinés (cca 130–122/121 př. n. l.), původně seleukovský eparcha. V roce 128/127 př. n. l. Charakenští obsadili Babylón a Seleukii nad Tigridem, snad v souvislosti s bezohledným jednáním Himéra, místodržitele Babylonu, jehož do funkce dosadil Fraatés II.
Koncem desetiletí se rozhořely další intenzivní boje s kočovníky, v jejichž průběhu Artabanos I. padl. Svému synu Mithradatovi zanechal nelehký úkol – konsolidovat parthskou moc v rozlehlém prostoru říše a odrazit vnější nepřátele.